# Górne (Varmia y Masuria)
Górne [pronunciación en polaco: /ˈɡurnɛ/] (en alemán: Gurnen) es un pueblo en el distrito administrativo de Gmina Irłdap, dentro del distrito de Irłdap, voivodato de Varmia y Masuria, en el norte de Polonia, cercano a la frontera con el óblast de Kaliningrado en Rusia. Se encuentra aproximadamente 11 kilómetros al sudeste de Irłdap y 139 kilómetros al noreste de la capital regional, Olsztyn.
Hasta 1945 el área era parte de Alemania (Prusia Oriental).